# Гаєвники
Гаєвники (пол. Gajewniki) — село в Польщі, у гміні Здунська Воля Здунськовольського повіту Лодзинського воєводства.
Населення — 174 особи (2011).
У 1975—1998 роках село належало до Серадзького воєводства.

## Демографія
Демографічна структура станом на 31 березня 2011 року:
|          | Загалом | Допрацездатний вік | Працездатний вік | Постпрацездатний вік |
| -------- | ------- | ------------------ | ---------------- | -------------------- |
| Чоловіки | 90      | 16                 | 64               | 10                   |
| Жінки    | 84      | 19                 | 52               | 13                   |
| Разом    | 174     | 35                 | 116              | 23                   |